# 神奈川県道602号本厚木停車場線

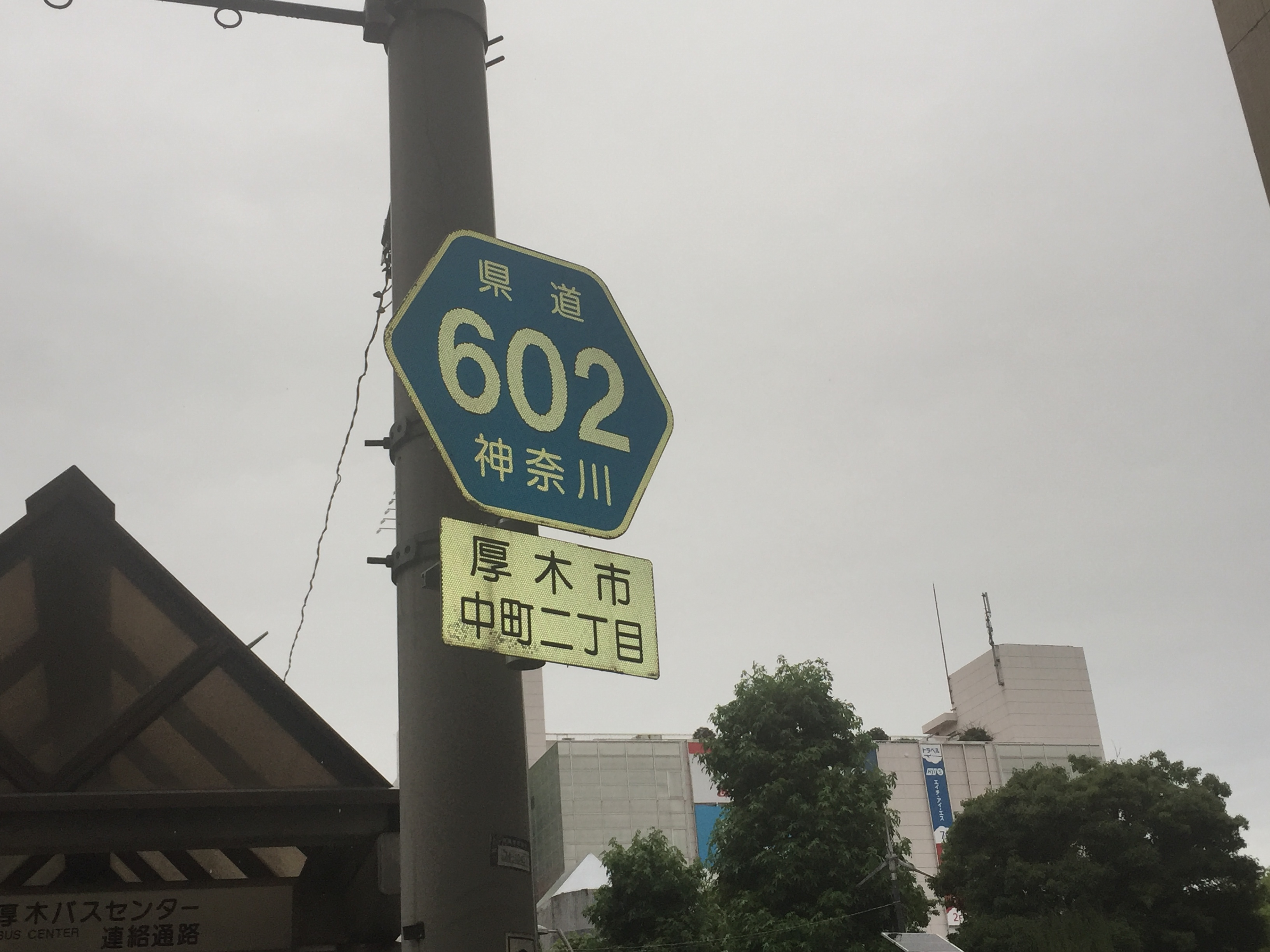
県道番号標示（厚木市中町）

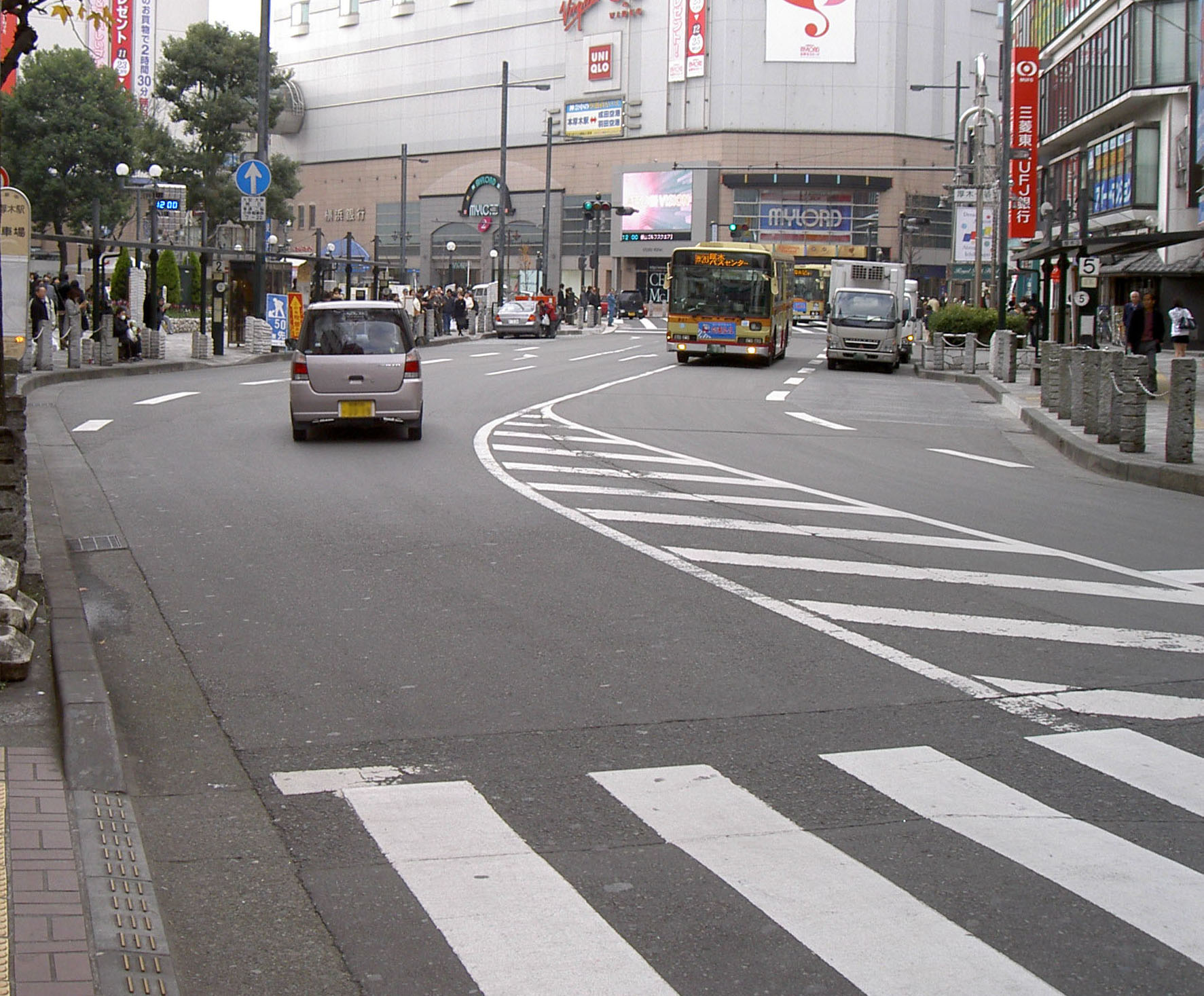
神奈川県道602号、本厚木駅前付近。奥は本厚木ミロード

神奈川県道602号本厚木停車場線（かながわけんどう602ごう ほんあつぎてんしゃじょうせん）は、神奈川県厚木市内を通る一般県道。厚木市街地の中心部を通る主要な道路の一つであり、沿線にあるバスセンターに発着する路線バスが頻繁に行き交う。

## 概要
- 全長：0.4km
- 起点：厚木市中町 本厚木駅前
- 終点：厚木市中町・寿町 中町交差点（神奈川県道43号藤沢厚木線・神奈川県道603号上粕屋厚木線）
- Google マップ

## 路線状況
- 平成22年（2010年）度の道路交通センサスにおける本厚木停車場線の交通状況では、厚木市中町2丁目12-15を観測地点として次のようなデータとなっている[1]。
  - 自動車類交通量については昼間12時間では小型車7775台、大型車1407台、合計9182台。24時間では小型車11177台、大型車2045台、合計13222台。
  - 道路部幅員18.25m、車道部幅員10.25m、車道幅員5.75m、歩道幅員は上下とも4.00m。車線数は2車線。

## 通過する自治体
- 神奈川県
  - 厚木市

## 接続する道路
- 神奈川県道43号藤沢厚木線（中町交差点）
- 神奈川県道603号上粕屋厚木線（中町交差点）

## 沿線の主な施設
- 本厚木駅
- 本厚木ミロード
- 厚木シティプラザ
- 厚木バスセンター
- イオン厚木店
- アミューあつぎ
- 本厚木駅東口地下道